# 不要停止愛我
《不要停止愛我》（愛を止めないで）為日本歌手倖田來未於2011年9月21日發行的51st單曲。為2011年第3張單曲。

## 解說
- 這次發行3種版本。
- 〈不要停止愛我〉為電影《第二處女》的主題曲，另在電影盤中收錄的〈唯有你〉則是去年NHK《第二處女》電視劇的主題曲。
- CD ONLY、CD+DVD版本的共通特典為祈禱戀愛順利的「戀愛籤詩」。
- 這是倖田於第62回NHK紅白歌合戰中演唱的歌曲。

## 發行版本
- CD ONLY
- CO+DVD
- CD ONLY（第二處女盤/電影盤）

## 曲目

### CD ONLY & CD+DVD

#### CD
1. 不要停止愛我（愛を止めないで）
作詞：倖田來未　作曲、編曲：谷口尚久　故事編輯：宗像仁志
不被世俗接受的禁忌純愛戀歌，展現出倖田來未不同於以往的成熟風格。
  - music.jp 電視廣告曲
  - 電影｢第二處女｣主題歌
2. You are not alone
作詞：倖田來未　作曲、編曲：原田卓也
在日本311地震後，懷抱著「在艱苦時更應該與最重要的人手牽著手，一起走下去」這樣心願在內，十分溫暖人心的一曲。

#### DVD
1. 不要停止愛我
2. You are not alone
3. 不要停止愛我（making video）【初回盤限定】

### CD ONLY（第二處女盤/電影盤）
1. 不要停止愛我
2. 唯有你（Strings Version）
作詞：倖田來未　作曲：MARKIE、SiZK（from ★STAR GUiTAR） 編曲：家原正樹
3. 唯有你（Music Box Version）
編曲：YU

## 資料來源
1. ↑  2011年に最もダウンロードされた作品は？ 「iTunes Rewind 2011」発表、BARKS、2011年12月9日。

## 連結
- 官方网站 （日本官網）